# Еріх Гільгенфельдт
Еріх Гільгенфельдт (нім. Erich Hilgenfeldt; 2 липня 1897, Оттвайлер — 25 квітня 1945, Берлін) — партійний діяч НСДАП, группенфюрер СС.

## Біографія
Син гірського чиновника. Освіту здобув у вищій реальній школі Саарбрюккена. У серпні 1914 року добровольцем пішов на фронт. Учасник Першої світової війни на Східному (з квітня 1918 року — на Західному) фронті. У 1917 році перевівся в авіацію, льотчик-спостерігач. У 1919 році демобілізований. Вивчав сільське господарство у Вищій технічній школі в Галле. Після закінчення навчання працював у торгівлі. У 1923-27 роках — керівник каменоломні. У 1923-28 роках — член право-консервативного Національної спілки німецьких офіцерів, в 1925-29 роках — «Сталевого шолома». У 1928-33 роках — службовець відділу загальної економічної статистики міського управління Берліна. В середині 1920-х років приєднався до нацистського руху. 1 серпня 1929 року вступив в НСДАП (квиток № 143 642) і СА. У 1930 році — целленляйтер і заступник ортсгруппенляйтера; в 1931 році — керівник пропаганди району. 24 квітня 1932 року обраний членом Прусського ландтагу. З жовтня 1932 року — крайсляйтер. З березня 1933 року — гауінспектор НСДАП у Великому Берліні. Був головним організатором урочистостей на честь дня народження Адольфа Гітлера (20 квітня 1933). З липня 1933 року — амтсляйтер (пізніше гауптамтсляйтер) НСДАП і керівник Націонал-соціалістичної народної благодійності (НСНБ) в системі Політичної організації. Керував проведенням благодійних кампаній, збором коштів і речей для нужденних. Восени 1933 року організував зимові благодійні фабрики. 12 листопада 1933 року обраний депутатом Рейхстагу. Входив в «Коло друзів рейхсфюрера СС». У веденні НСНБ знаходилося здійснення фінансової та іншої допомоги нужденним від імені НСДАП. В січні 1934 року поставлений на чолі Головного благодійного управління в системі Імперського керівництва НСДАП, також очолив Головне управління з жіночих питань. Керував збором на ці цілі коштів з промисловців і фінансистів. Компетенція Гільгенфельдта поширювалася насамперед на рядових членів партії, оскільки «турботу» про вищих чиновників здійснював підконтрольний Мартіну Борману «Фонд Адольфа Гітлера». 3 жовтня 1936 року заснував Імперський союз сестер милосердя. 9 листопада 1937 року вступив у СС (квиток № 289 225). Під час війни з СРСР був призначений імперським уповноваженим по кампанії «зимової допомоги», в ході якої по всій Німеччині був організований збір теплих речей для солдатів, які билися на радянсько-німецькому фронті. З 1942 року керівник Націонал-соціалістичного союзу німецьких сестер милосердя; організатор допоміжної жіночої медичної служби, в якій працювало понад 120 000 осіб. З 1942 року — почесний суддя Вищого дисциплінарного суду Німецького робітничого фронту. У 1945 році під час боїв за Берлін покінчив життя самогубством; факт смерті Гільгенфельдта документально встановлений в 1957 році.

## Звання
- Лейтенант резерву (жовтень 1915)
- Крайсляйтер НСДАП (жовтень 1932)
- Обер-лейтенант резерву вермахту (1 листопада 1936)
- Гауптман резерву вермахту (1 червня 1938)
- Оберфюрер СС (9 вересня 1937)
- Бригадефюрер СС (30 січня 1939)
- Обербефельсляйтер НСДАП (1939/40)
- Группенфюрер СС (20 квітня 1942)

## Нагороди
- Залізний хрест 2-го і 1-го класу
- Нагрудний знак пілота-спостерігача (Пруссія)
- Почесний хрест ветерана війни з мечами
- Почесний кут старих бійців
- Золотий партійний знак НСДАП (9 листопада 1936)
- Почесна шпага рейхсфюрера СС
- Кільце «Мертва голова»
- Почесний знак Німецького Червоного Хреста 1-го ступеня
- Почесний знак «За турботу про німецький народ» 1-го ступеня
- Медаль «За вислугу років у Вермахті» 4-го класу (4 роки)
- Медаль «У пам'ять 1 жовтня 1938»
- Данцизький хрест 1-го класу
- Імперський орден Ярма та Стріл, великий хрест (Іспанія)
- Орден Чесноти, великий хрест (Греція) (1940)
- Хрест Воєнних заслуг
  - 2-го і 1-го класу
  - 2-го класу з мечами (1944)

### Спільні публікації
- Handwörterbuch der Wohlfahrtspflege, C. Heymann, 1937
- Notruf / 811. Das deutsche Winterhilfswerk
- Notruf / 813. La Ofrenda Nacional del Subsidio de Invierno, 1935
- Notruf / 991. Taten gegen Tinte, 1935
- Ingeborg Altgelt: Wegweiser durch die NS-Volkswohlfahrt, Weidmann Verlag, 1935